# Vigala
Vigala (autrefois : Fickel) est une commune rurale d'Estonie située dans la région de Rapla qui s'étend sur une surface de 269,81 km2. Sa population est de 1 434 habitants(01.01.2012). Vigala se trouve à 90 km de Tallinn.

## Municipalité
La municipalité comprend les villages suivants : 
Araste, Avaste, Jädivere, Kausi, Kesu, Kojastu, Konnapere, Kurevere, Leibre, Läti küla, Manni, Naravere, Oese, Ojapere, Paljasmaa, Palase, Pallika, Päärdu, Rääski, Tiduvere, Tõnumaa, Vaguja, Vanamõisa, Vana-Vigala  et Vängla.

## Architecture
- Église luthérienne Sainte-Marie, XIVe siècle, seule église de Vigala
- Château d'Alt-Fickel (ancien nom allemand de Vana-Vigala), construit en 1775 par le baron Boris von Uexküll, entouré d'un parc de 9 hectares, à proximité de la nécropole des barons von Uexküll.
- Manoir de Konofer (ancien nom de Konuvere, domaine rattaché à Vigala), construit en style néoclassique en 1810 et reconstruit en 1905, ancienne propriété des Rennenkampf.

## Personnalités
- Ants Laikmaa (1866-1942), peintre
- Paul von Rennenkampf (1854-1918), général germano-balte, sujet de l'Empire russe
- Veljo Tormis (né en 1930), compositeur